# Phyllonorycter scopariella
Phyllonorycter scopariella là một loài bướm đêm thuộc họ Gracillariidae. Nó được tìm thấy ở the Ireland to central Nga và from Đan Mạch to Pháp, Ý, Cộng hòa Séc, Slovakia và Ukraina. It is also known from Bồ Đào Nha.
Sải cánh dài khoảng 7 mm. Con trưởng thành bay từ cuối tháng 5 đến tháng 7.
Ấu trùng ăn Cytisus grandiflorus, Cytisus multiflorus, Cytisus scoparius, Cytisus striatus và Sarothamnus species. They mine under the bark of their host plant.